# Baptria
Baptria là một chi bướm đêm thuộc họ Geometridae.

## Các loài
- Baptria tibiale (Esper, 1791)